# Prey (filme de 2022)
Prey é um filme de ação de ficção científica dirigida por Dan Trachtenberg. O quinto filme da franquia Predator, é uma prequela mostrando um Predador na sua primeira visita à Terra. O filme foi lançado no Hulu em 2022.

## Elenco
- Amber Midthunder como Naru: uma guerreira Comanche que protege sua tribo contra um Predador.[3][4]
- Dakota Beavers como Taabe[4]
- Dane DiLiegro como o Predador[4]

## Produção

### Desenvolvimento
O filme começou a ser desenvolvido durante a produção do filme anterior de Predator, intitulado O Predador (2018), quando o produtor John Davis foi abordado por Dan Trachtenberg e um escritor, com um conceito que eles vinham conceituando desde 2016. A ex-presidente de produção da 20th Century Studios, Emma Watts, acelerou o desenvolvimento do filme antes de sua renúncia em janeiro de 2020. Foi concebido como um filme classificado como R.
Em dezembro de 2019, o filme estava inicialmente em sigilo, com o nome de Skulls. O filme supostamente era para "seguir uma mulher Comanche que vai contra as normas e tradições de gênero para se tornar uma guerreira". Seria dirigido por Trachtenberg, com roteiro de Patrick Aison.
Em novembro de 2020, revelou-se que o título Skulls era na verdade um codinome para uma quinta parcela da franquia Predator, com a mesma equipe criativa trabalhando no filme. Não se espera que se correlacione com os eventos da parcela anterior. Após o anúncio, Trachtenberg indicou que a intenção original era comercializar o filme sem referência a Predadores, algo que não é mais possível com a confirmação do lugar do filme na franquia. Em maio de 2021, Amber Midthunder foi escalada para estrelar. Em 12 de novembro de 2021, no Disney+ Day, o filme recebeu o título Prey e foi anunciado com um lançamento no verão de 2022 no Hulu e Disney+ via Star internacionalmente.

### Filmagens
Esperava-se que as filmagens ocorressem em Calgary, Alberta, Canadá, em 2021. Em julho, Davis revelou que o filme estava oficialmente três quartos do caminho feito. Em setembro, o diretor de fotografia Jeff Cutter confirmou que as filmagens haviam terminado, além da escalação de Dakota Beavers e Dane DiLiegro.

## Música
Sarah Schachner compôs a trilha sonora. Trachtenberg a contratou após jogar Assassin's Creed: Valhalla durante a pré-produção do filme e ficar impressionado com trilha do jogo. Schachner disse que a música teve que ter um papel grande devido aos diálogos esparsos, com o desafio de "sentir-se igualmente grande e expansiva, assim como íntima e cru", já apresentando "ação divertida e suspense sangrento" e o arco emocional da personagem Naru. Trachtenberg trabalhou em estreita colaboração com Schachner para desenvolver o tema de Naru, já que o diretor "foi inflexível no que deveria parecer a jornada; que começa pequena e realmente te leva a algum lugar". Schachner gravou a maior parte dos instrumentos de corda sozinha, e o nativo americano Robert Mirabal gravou flauta e vocais. O album da trilha sonora foi lançado pela Hollywood Records em 5 de agosto de 2022.

## Lançamento
O filme foi lançado nos Estados Unidos no Hulu em agosto de 2022, no hub de conteúdo Star do Disney+ em territórios internacionais, no Disney+ Hotstar nos territórios do Sudeste Asiático e no Star+ na América Latina. Apesar de ter sido concebido como tendo uma classificação R, Davis disse que o filme poderia ser cortado para passar para uma classificação PG-13.